# Aldan (település)
Aldan (oroszul: Алдан) város Oroszország ázsiai részén, Jakutföldön, az Aldani járás székhelye.
Népessége: 21 275 fő (a 2010. évi népszámláláskor).

## Elhelyezkedése
Jakutföld déli részén, Jakutszktól 530 km-re délnyugatra,  a Sztanovoj-hegylánc északi nyúlványán, az Orto-szala folyó partján helyezkedik el. A folyó a Szeligdarba, az pedig az Aldanba ömlik. A város a délről Jakutszk felé vezető „Léna” A360-as főút mentén fekszik, és itt van a központi állomása a Berkakit–Tommot–Nyizsnyij Besztyah közötti vasútvonalnak. 

## Története
A település történetét 1923-tól, a helyi aranybányászat kezdetétől számítják. Eredetileg a „Nyezametnij” elnevezésű patakról és aranylelőhelyről nevezték el a települést is (a szó jelentése: 'nem feltűnő, észrevétlen'). Az Aldan környéki arany hírére kisebb „aranyláz” tört ki, a régebben ismert déli aranytelepekről és a jakut falvakból egyaránt érkeztek emberek szerencsét próbálni. A település lélekszáma gyorsan nőtt, létrejöttek az első hivatalos intézmények. A bányászat összefogására „Aldanzoloto” néven állami tröszt alakult, hamarosan megkezdődött a részletes geológiai kutatómunka. 
A település 1928-ban közigazgatási egység (okrug) székhelye lett. 1932-ben kapott városi rangot, 1939-ben nevét Aldanra változtatták. Gazdaságának vezető iparága évtizedekig az aranytermelés maradt.
1930–34-ben repülőtere épült, szakaszosan folytatódott az észak–déli irányú országút kiépítése. 1985-ben elkezdődött a várost a Transzszibériai vasútvonallal és Bajkál–Amur-vasútvonallal összekötő vasútvonal építése. 1992 végén megérkezett az első vonat, 2004-ben megindult a személyforgalom. Később az építkezést észak felé folytatták, a teljes vasútvonal építése 2019-ben befejeződött. A városban van az Jakutföldi Vasutak részvénytársaság székhelye és vasútvonalának mozdonydepója.
A lakosság száma a 21. század első évtizedében gyorsan csökkent, a második évtizedben a csökkenés üteme jelentősen mérséklődött.